# Plectris witzgalli
Plectris witzgalli är en skalbaggsart som beskrevs av Frey 1973. Plectris witzgalli ingår i släktet Plectris och familjen Melolonthidae. Inga underarter finns listade i Catalogue of Life.